# 클로드 시몽
클로드 시몽(프랑스어: Claude Simon, 1913년 10월 10일 ~ 2005년 7월 6일)은 노벨 문학상을 받은 프랑스의 작가이다. 1985년 노벨 문학상은 “자신의 소설 속에서 인간의 조건을 묘사하는데 있어 시간을 깊이 의식하며 시인과 화가의 창의성을 양립시킨” 시몽에게 수여되었다.
클로드 시몽은 누보로망의 대표적 작가로, 초기에는 《협잡꾼》(1965)과 같은 전통적 수법의 작품을 쓰기도 했으나 《바람》(1957) 이후 작풍(作風)을 급회전하였으며 제2차 세계 대전을 소재로 한 《플랑드르로 가는 길》(1950), 스페인 내전을 무대로 한 《팔라스》(1962)를 연이어 발표하였다. 시몽은 개인의 내적 의식에 외부상황이 어떻게 투영되는가를 세밀하게 묘사했다.

## 생애
클로드 시몽은 1913년 10월 10일 타나나리브(마다가스카르)에서 태어났다. 군인이던 아버지는 그가 태어난 지 몇 개월 안되어 1914년 8월 27일, 제1차 세계 대전 중 베르됭 근처에서 사망하였다. 그의 어머니는 아들을 프랑스 남쪽에 있는 페르피냥에서 학업을 하도록 해주었다. 그녀는 1925년 암으로 사망하였다. 시몽의 교육은 이후 외할머니와 삼촌이 맡았으며, 사촌 형이 보호자 역을 하였다. 그는 페르피냥에 위치한 리세 프랑수아 아르고에서 중등 교육을 받게 되었으며, 이후 1925년부터 1930년끼지는 파리의 콜레주 스타니슬라스에서, 뒤이어 리세 생루이에서 학업을 이어갔다.
1931년, 시몽은 회화와 사진에 몰두했다. 뿐만아니라 그는 앙드레 로트의 회화 아카데미 수업을 받기도 했다. 시몽은 1934년부터 1935년까지 뤼네빌의 제31 경기병 연대에서 군복무를 했다. 시몽은 다음 해에 글쓰기를 시작했으며, 바르셀로나로 가서 프랑코군과 전투하던 공화주의자들을 도와 스페인 내전에 참가한다. 시몽은 그 경험을 <르 팔라스>에 기고했다. 1937년, 시몽은 독일, 폴란드, 소련으로 여행을 떠났다. 시몽은 <리베라시옹>에 게재된 자신의 첫 소설,  《협잡꾼》으로 문학계에 첫 발을 내딛는다.
1939년, 제2차 세계 대전이 시작할 무렵 시몽은 제31 경기병 연대에 다시 징집되었다. 그는 1940년 6월 독일군의 포로가 되었으나, 작센에 위치한 수용소에서 탈출을 감행하여 페르피냥으로 돌아온다. 허나 독일이 비시 정권이 다스리던 자유 구역(Zone libre)마저 점령하자, 체포의 위기에 놓인 그는 파리로 거처를 옮겨 종전까지 그곳에 거주하며 레지스탕스에 참가하였다.
전후, 시몽은 루시용에 있는 자기 소유의 포도밭에서 포도 재배일을 하였고 여러 작품들을 집필하기 시작했다. 미뉘 출판사에서 나온 시몽의 작품들은 여러 비평가들이 (로제미셸 알망이 명명한) 누보 로망 사조에 속해있는 것으로 평하였다. 시몽의 소설 《플랑드르로 가는 길》은 1960년 렉스프레스상을 수상하였으며, 같은 해 시몽은 알제리 전쟁 중 벌어진 불복종의 권리 선언인 121명의 선언에 서명하였다.
1967년, 시몽은 자신의 가장 유명한 작품 중 하나인 《역사》로 메디시상을 수상하였다.
클로드 시몽은 1962년에 자신의 편집인 제롬 랭동의 집에서 저녁 식사를 하며 만난 레아 카라바스와 재혼하였다.

## 그의 작품

### 마르셀 프루스트와의 차이
시몽의 문체가 마르셀 프루스트의 문체를 연상시킬지도 모른다. 허나 시몽은 비록 그리 보이지는 않겠지만, 언어의 명료함을 추구하고자 프루스트적 문체에서 멀어졌다. 두 작가가 추구한, 문학을 통한 희망 역시 서로 상반된다.
- 프루스트의 형식은 《잃어버린 시간을 찾아서》에서 볼 수 있듯 사라진 사회의 상(像)을 재구현하고자, "비자발적 기억"(마들렌의 은유)이라고 불리는 미각의 자취와  의식의 흐름을 파악하는 것에 있다. 이 작업을 통해 프루스트적 화자는 상상으로 승화된 시간의 영속성에 접근하며 예술 창조의 전능함을 맛본다.
- 시몽은 그 반대의 길을 택했다. 그는 기억을 추억의 조각, 희미한 상, 또는 다른 것들과는 양립할 수 없는 시공간의 단편으로 분절하여, 살아있는 이야기의 육체적인 흔적에 의하여 고통받고 또 거기에 사로잡힌 생각의 잔해를 무대 위로 올린다.

이 방법을 통하여 시몽은 문학 창조의 과정을 감성적인 시간을 비통히 의식하는 것으로, 소외, 강박관념, 되풀이, 유한성의 모티브로 돌려놓는다. 결과적으로, 화자도 작가도 기술 행위를 통하여 구원받지 못한다.

## 작품
- 1945년 : Le Tricheur, 사지테르 출판사
- 1947년 : La Corde raide, 사지테르 출판사
- 1952년 : Gulliver, 칼만-레비
- 1954년 : Le Sacre du Printemps, 칼만-레비
- 1957년 : Le Vent. Tentative de restitution d'un retable baroque, 미뉘 출판사
- 1958년 : L'Herbe, 미뉘 출판사
- 1960년 : 《플랑드르로 가는 길, La Route des Flandres》, 미뉘 출판사 - '렉스프레스상' 수상작
- 1962년 : Le Palace, 미뉘 출판사
- 1966년 : Femmes (sur vingt-trois peintures de Joan Miró), 매그 출판사
- 1967년 : Histoire, 미뉘 출판사 - 메디시상
- 1969년 : La Bataille de Pharsale, 미뉘 출판사
- 1970년 : Orion aveugle, Skira
- 1971년 : Les Corps conducteurs, 미뉘 출판사 (Reprise et ré-arrangement du texte de Orion aveugle)
- 1973년 : Triptyque, 미뉘 출판사
- 1975년 : Leçon de choses, 미뉘 출판사
- 1981년 : 《레 제오르지크Les Géorgiques》, 미뉘 출판사
- 1984년 : La Chevelure de Bérénice, 미뉘 출판사 (Reprise du texte de Femmes)
- 1986년 : Discours de Stockholm, 미뉘 출판사, 노벨상 수상작
- 1988년 : L'Invitation, 미뉘 출판사
- 1988년 : Album d'un amateur, Rommerskirchen
- 1989년 : L'Acacia, 미뉘 출판사
- 1992년 : Photographies, 1937-1970, 매그 출판사
- 1994년 : Correspondance avec Jean Dubuffet, 레쇼프
- 1997년 : Le Jardin des plantes, 미뉘 출판사
- 2001년 : Le Tramway, 미뉘 출판사
- 2009년 : Archipel et Nord, 미뉘 출판사 (Ces deux textes, de facture poétique, inédits en France, sont parus en 1974 dans les revues finlandaises Åland et Finland)[1].
- 2012년 : Quatre conférences, 미뉘 출판사 (Conférences prononcées entre 1980 et 1993)[2].
- 2015년 : Le Cheval, Les éditions du Chemin de fer[3].
- 2019년 : La Séparation, Éditions du chemin de fer (pièce de théâtre jouée en 1963, mais restée inédite)[4].

Les principales œuvres de Claude Simon sont éditées en Pléiade (le choix des textes du premier tome, bien que publié de manière posthume, a été réalisé par Claude Simon lui-même ; le second volume regroupe les textes les plus visiblement fondés sur un matériau familial) :
- 2006 : Claude Simon (2006). 《Œuvres》 (105 x 170 mm). Bibliothèque de la Pléiade (프랑스어) 522. Paris: Gallimard. 1664쪽. ISBN 2-07-011708-1.  Le Vent, tentative de restitution d'un retable baroque (1957), La Route des Flandres (1960), Le Palace (1962), La Chevelure de Bérénice (Reprise du texte Femmes, 1966), La Bataille de Pharsale (1969), Triptyque (1973), Discours de Stockholm (1986) et Le Jardin des Plantes (1997). Appendices : deux écrits de Claude Simon sur le roman ; textes, plans et schémas de Claude Simon, relatifs à ses romans.
- 2013 : Claude Simon (2013). 《Œuvres, Tome II》 (105 x 170 mm). Bibliothèque de la Pléiade (프랑스어) 586. Paris: Gallimard. 1712쪽. ISBN 978-2-07-011912-7.  L'Herbe (1958), Histoire (1967), Les Corps conducteurs (1971), Leçon de choses (1975), Les Géorgiques (1981), L'Invitation (1987), L'Acacia (1989), Le Tramway (2001), Archipel et Nord (1974/2009). Appendices : textes, plans et schémas de Claude Simon, relatifs à ses romans ; notices, note sur les cartes postales d'Histoire, notes, complément bibliographique.

## 참고 문헌
- 이 문서에는 다음커뮤니케이션(현 카카오)에서 GFDL 또는 CC-SA 라이선스로 배포한 글로벌 세계대백과사전의 내용을 기초로 작성된 글이 포함되어 있습니다.